# Sakugan
Sakugan (サクガン) est une série télévisée d'animation japonaise produite par Satelight, réalisée et écrite par Jun'ichi Wada, issue du projet  Project Anima, collaboration entre des compagnies pour produire trois séries animées explorant chacune des thèmes différents. Il s'agit d'une adaptation du roman Sakugan Labyrinth Marker de Nekotarō Inui. Elle est diffusée depuis le 7 octobre 2021 sur la plateforme Crunchyroll.

## Synopsis
Dans un futur lointain, les humains vivent dans un monde souterrain composé de plusieurs colonies appelées « Le Labyrinthe ». Dans l'une de ces colonies appelée Pinyin, une petite fille de neuf ans nommée Memempu vit avec son père Gagumber et tous deux exercent la fonction de mineur. Après avoir rêvé d'un paysage se situant à la surface et la réception d'une lettre du légendaire traceur Urorop, elle demande à son père  de la laisser partir pour devenir une traceuse. Ce dernier, ne pouvant pas la laisser seule, décide de l'accompagner.

## Personnages
Memempu (メメンプー, Memempū)
Voix japonaise : Kanon Amane (ja)
Memempu est la fille de de Gagumber. Elle est très débrouillarde et intelligente pour son âge (9 ans) et a même terminé des études universitaires et possède 7 doctorats. Malgré tout, elle reste capricieuse et immature Dans ses rêves, elle voit souvent le même paysage de la surface et aimerait devenir traceur pour pouvoir explorer ce lieu. Mais pour cela, elle doit faire face à son père qui est en désaccord avec elle.
Gagumber (ガガンバー, Gaganbā)
Voix japonaise : Hiroki Tōchi (en) 
Zackletu (ザクレットゥ, Zakurettu)
Voix japonaise : Kana Hanazawa
Yuri (ユーリ, Yūri)
Voix japonaise : Toshiyuki Toyonaga
Merooro (メローロ, Merōro)
Voix japonaise : Yoshimasa Hosoya (en)
Lynda (リンダ, Rinda)
Voix japonaise : Minami Tsuda (en)
Rufus (ルーファス, Rūfasu)
Voix japonaise : Hikaru Midorikawa
Boss (ボス, Bosu)
Voix japonaise : Tsuyoshi Koyama (en)
Mūro (ムゥロ, Muro)
Voix japonaise : Misaki Watada (ja)
DJ K ()
Voix japonaise : Hiroshi Kamiya

## Production et diffusion
En août 2018, dans le cadre de la compétition Project Anima, aucune œuvre ne décroche le grand prix de la catégorie « Science-fiction/Robot », le jury estimant qu'aucun projet participant ne remplit le critère d'une « idée débordante d'originalité qui crée un nouveau genre d'animation ». Sakugan Labyrinth Marker, finaliste de la catégorie, remporte néanmoins une prime de 1 000 000 de yens et la promesse d'une adaptation en série d'animation avec une date de sortie en 2020. En août 2019, la série dévoile son titre officiel, Sacks&Guns !!. Finalement repoussée en 2021, la série est renommée de manière définitive Sakugan. 
La série est animée par le studio Satelight et réalisée et scénarisée par Jun'ichi Wada. Yuji Iwahara s'occupe du design des personnages, Stanislas Brunet, celui des Mecha et Shoji Kawamori, celui des monstres. Kazuma Kôda est désigné comme Concept Designer. Yûri Shibamura soutient Wada au scénario et Eriko Kimura est directrice son. La série est diffusée entre le 7 octobre 2021  et le 23 décembre 2021 sur Tokyo MX et MBS TV avant d'être diffusé sur BS11 le 9 octobre 2021. En France, la série est licenciée par Crunchyroll.
Masaaki Endoh interprète le générique de début intitulé Kôkotsu Labyrinth, tandis que la youtubeuse Thaïlandaise MindaRyn (en) interprète le générique de fin intitulé Shine.

### Liste des épisodes
| No | Titre de l’épisode en français | Titre original de l’épisode | Date de 1re diffusion |
| -- | ------------------------------ | --------------------------- | --------------------- |
| 1  | Pères et filles                | FATHERS & DAUGHTERS         | 7 octobre 2021        |
| 2  | Bonne journée et au revoir     | GOOD DAY, GOOD BYE          | 14 octobre 2021       |
| 3  | Cerveaux et cœurs              | BRAINS & HEARTS             | 21 octobre 2021       |
| 4  | Mesdames et messieurs          | LADIES & GENTLEMEN          | 28 octobre 2021       |
| 5  | Pas de vie sans travail        | NO WORK, NO LIFE            | 4 novembre 2021       |
| 6  | Justice pour les méchants      | JUSTICE FOR VILLAINS        | 11 novembre 2021      |
| 7  | Sur la route                   | ON THE ROAD                 | 18 novembre 2021      |
| 8  | Souvenirs et regrets           | MEMORIES & REGRETS          | 25 novembre 2021      |
| 9  | Fin des vacances               | END OF VACATION             | 2 décembre 2021       |
| 10 | Oh mon Tony                    | OH MY TONNY                 | 9 décembre 2021       |
| 11 | Le son des rêves               | SOUND OF DREAM              | 16 décembre 2021      |
| 12 | À suivre                       | TO BE CONTINUED             | 23 décembre 2021      |

## Manga
L'animé a droit à son adaptation en manga en deux tomes par la main de Keisuke Sato, qui est publié depuis le 13 août 2021 sur le site Manga Up! de Square Enix,.

### Annotations
1. ↑  Cette fonction dans ce monde est équivalent à de la spéléologie dans la réalité.
2. ↑  Les titres français de l'adaptation en anime proviennent de Crunchyroll.